# سيد شاهد رضا
سيد شاهد رضا هو الأمين العام لللجنة الأولمبية البنغلاديشية وسفير بنغلاديش السابق لدى الكويت واليمن. كما شغل منصب رئيس نادي دكا سابقًا.

## الحياة المبكرة
وُلد رضا في 1 يناير 1952. حصل على درجة البكالوريوس في العلوم السياسية ودرجة الماجستير في الإدارة العامة من جامعة دكا. حماه سيد حيدر علي كان عضوًا في أول برلمان لبنغلاديش عن حزب رابطة عوامي.

## المسيرة المهنية
عمل رضا لدى شركة بارسونز في المملكة العربية السعودية، ضمن الهيئة الملكية لمدينة ينبع الصناعية.
انضم رضا إلى وزارة الخارجية البنغلاديشية في 9 يونيو 2009 برتبة أمين، ضمن سلسلة من التعيينات التعاقدية في المناصب العليا من قبل حكومة رابطة عوامي المنتخبة حديثًا. وفي أغسطس 2009 عُيّن سفيرًا لبنغلاديش في الكويت لمدة ثلاث سنوات. خلف اللواء إيه. آي. إم. مصطفى رضا نور. قدّم أوراق اعتماده لأمير الكويت صباح الأحمد الجابر الصباح في أكتوبر. وعمل على إصدار جوازات سفر مقروءة آليًا للجالية البنغلاديشية في الكويت.
تم تمديد تعيينه سفيرًا في الكويت لعام إضافي في 2012. وخلفه اللواء أشعب الدين. كان عضوًا في اللجنة التنفيذية للجنة الأولمبية البنغلاديشية لمدة 11 عامًا قبل أن يُنتخب أمينًا عامًا لها بالتزكية في 2012. وحصل على جائزة الرياضة الوطنية عام 2014.
في ديسمبر 2015، انتُخب رضا رئيسًا لـنادي دكا المحدود متغلبًا على خندكار مشيوز زمان رومل.
في عام 2021، رشّح رضا محمد يونس، الحائز على جائزة نوبل ومؤسس بنك غرامين، لجائزة اللؤلؤة الأولمبية. وفي ديسمبر أُعيد انتخابه أمينًا عامًا للجنة الأولمبية البنغلاديشية للمرة الثالثة. بينما انتُخب الفريق أول إس إم شفيع الدين أحمد رئيسًا للجنة.
رضا هو مدير في شركة أيه سي إم إي لابوراتوريز. وهو عضو في لجنة العلاقات الدولية بـالمجلس الأولمبي الآسيوي. كما عيّنته المحكمة العليا في بنغلاديش مديرًا مستقلًا لشركة إنفوي تكستايلز المحدودة، وهي شركة تابعة لـمجموعة إنفوي. وهو المدير العام لشركة إس إم بي للتجارة.
في عام 2023، دعا رضا حسين المسلم، رئيس الاتحاد الدولي للسباحة، لزيارة بنغلاديش، وقد تمت الزيارة في مارس.